# スモレンスク空港
スモレンスク空港、またはスモレンスク南空港（ロシア語：Аэропорт Смоленск (Южный)、英語：Smolensk Airport）とは、ロシア連邦スモレンスク州の州都スモレンスクの南2kmにある民間空港である。定期便の就航は無く、スモレンスク方面への全路線が軍民共用のスモレンスク北飛行場を使用して運行されている。

## 再開発計画
2008年4月26日、モスクワ市とスモレンスク州による共同再開発プロジェクトが合意された。滑走路の改修と延長、近代的な航法設備の導入、ターミナルの建設が計画されている。完成後はモスクワ、サンクトペテルブルク、クルスク、オリョール及びベルゴロドへの航空路線の就航を予定している。